# جو أماتو
جو أماتو (بالإنجليزية: Joe Amato)‏ هو مهندس أمريكي، ولد في 13 يونيو 1944 في إكزتر في المملكة المتحدة.

## وصلات خارجية
- الموقع الرسمي